# Les Baigneuses (Gleizes)
Pour les articles homonymes, voir Les Baigneuses (homonymie).
Les Baigneuses est un tableau réalisé par Albert Gleizes en 1912. Cette huile sur toile cubiste représente des baigneuses dans un paysage arboré. Présentée au Salon des indépendants de 1912 puis au Salon de la Section d'Or plus tard la même année, elle est aujourd'hui conservée au musée d'Art moderne de Paris.

## Expositions
- Salon des indépendants de 1912, Paris, 1912.
- Salon de la Section d'Or, Paris, 1912.
- Le Cubisme, Centre national d'art et de culture Georges-Pompidou, Paris, 2018-2019.